# باغ‌وحش کارلسروهه
باغ‌وحش کارلسروهه (آلمانی: Zoologischer Stadtgarten Karlsruhe) در شهر کارلسروهه و در بالای ایستگاه مرکزی راه‌آهن شهر واقع شده‌است.این باغ‌وحش در سال ۱۸۶۵ افتتاح شد و به همین دلیل از قدیمی‌ترین باغ‌وحش‌ها در آلمان است.این مکان در حدود ۸۰۰ حیوان و ۱۵۰ گونه دارد.

## آتش‌سوزی
بر اثر یک آتش‌سوزی در شب ۱۳ نوامبر ۲۰۱۰، ۲۶ جانور کشته شدند.این آتش‌سوزی بخش حیوانات اهلی باغ‌وحش را به‌طور کامل نابود کرد و تمامی حیوانات این بخش را کشت.